# 陵谷駅
陵谷駅（ヌンゴクえき）は、大韓民国京畿道高陽市徳陽区土堂洞にある、韓国鉄道公社（KORAIL）の駅である。

## 乗り入れ路線
乗り入れている路線は、線路名称上は京義線、郊外線と西海線の3路線である。京義線は、広域電鉄の京義・中央線と西海線電車が停車する。京義・中央線の駅番号はK321、西海線の駅番号はS12。

## 駅構造
島式ホーム4面8線の地上駅で、そのうち京義・中央線は外側の1・2番線と7・8番線を使用しており、西海線は内側は3 - 6番線を使用している。
外側の1・2・7・8番線はかつてソウル郊外線(現郊外線の旅客列車が使用しており、その後平和列車（DMZ-train）用ホームに転用されたが、2017年5月17日以降は未使用となっている。2023年8月26日に西海線が開通した後からは京義・中央線でも使用している。

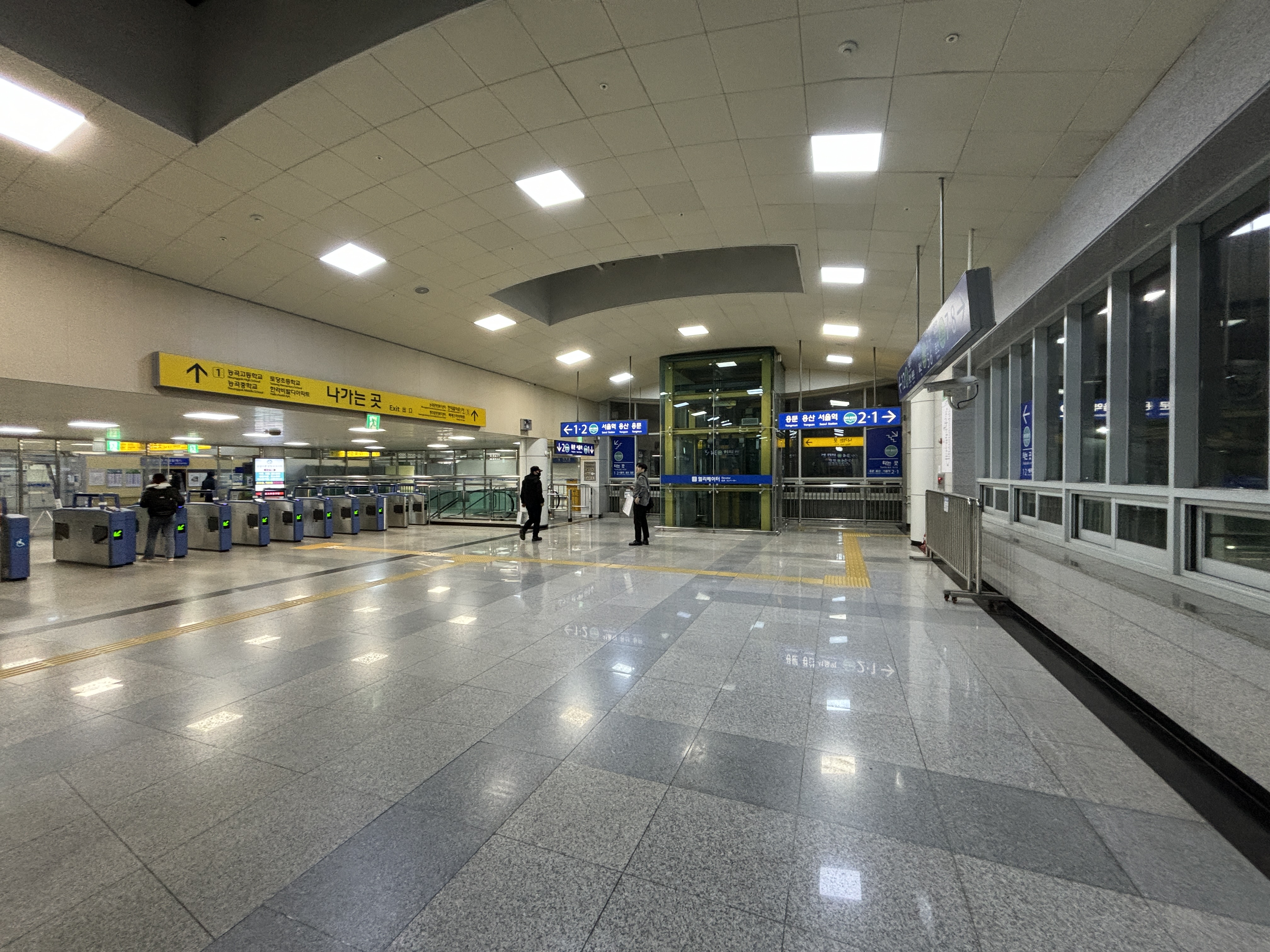
改札口とコンコース
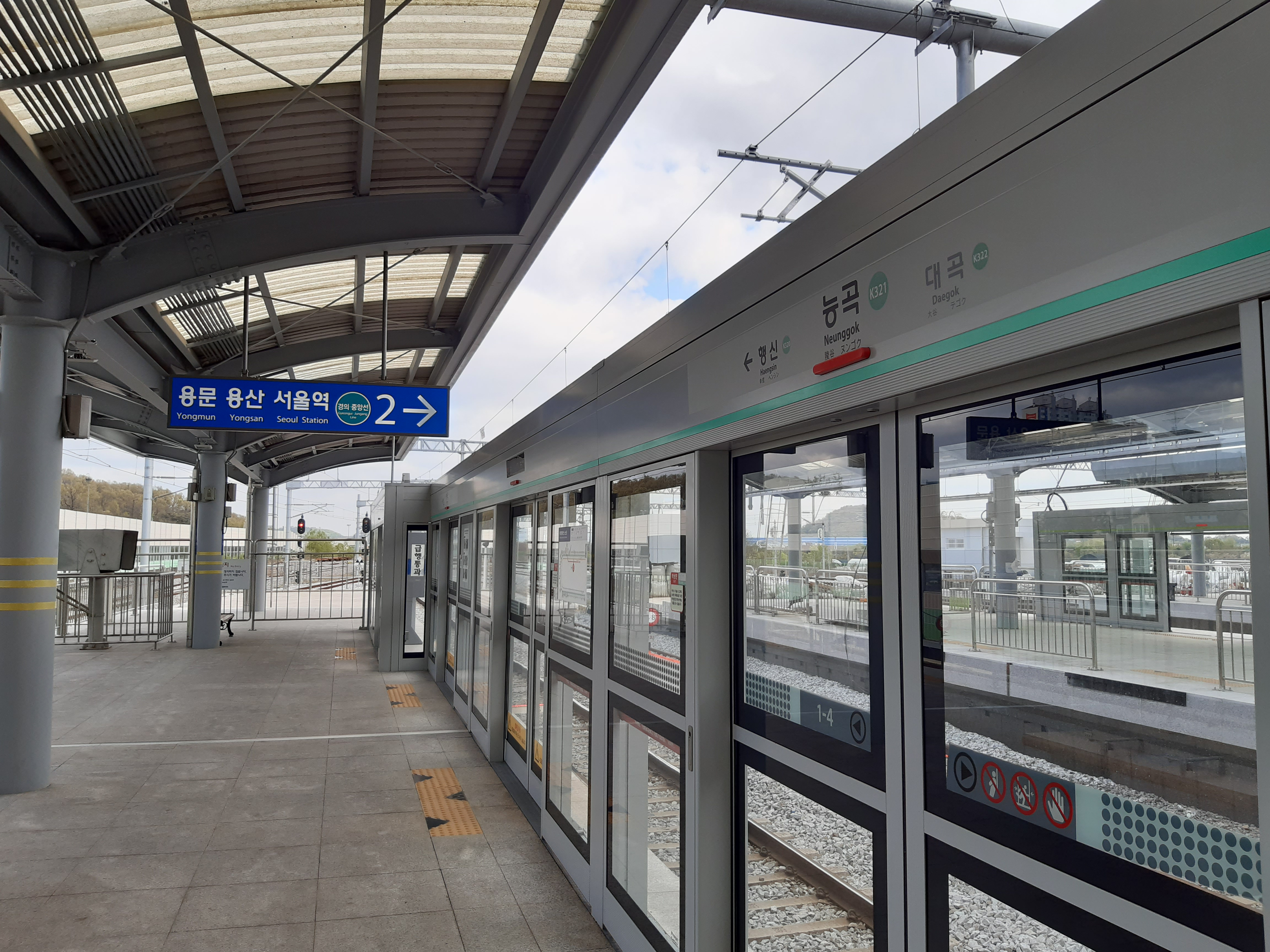
京義・中央線ホーム
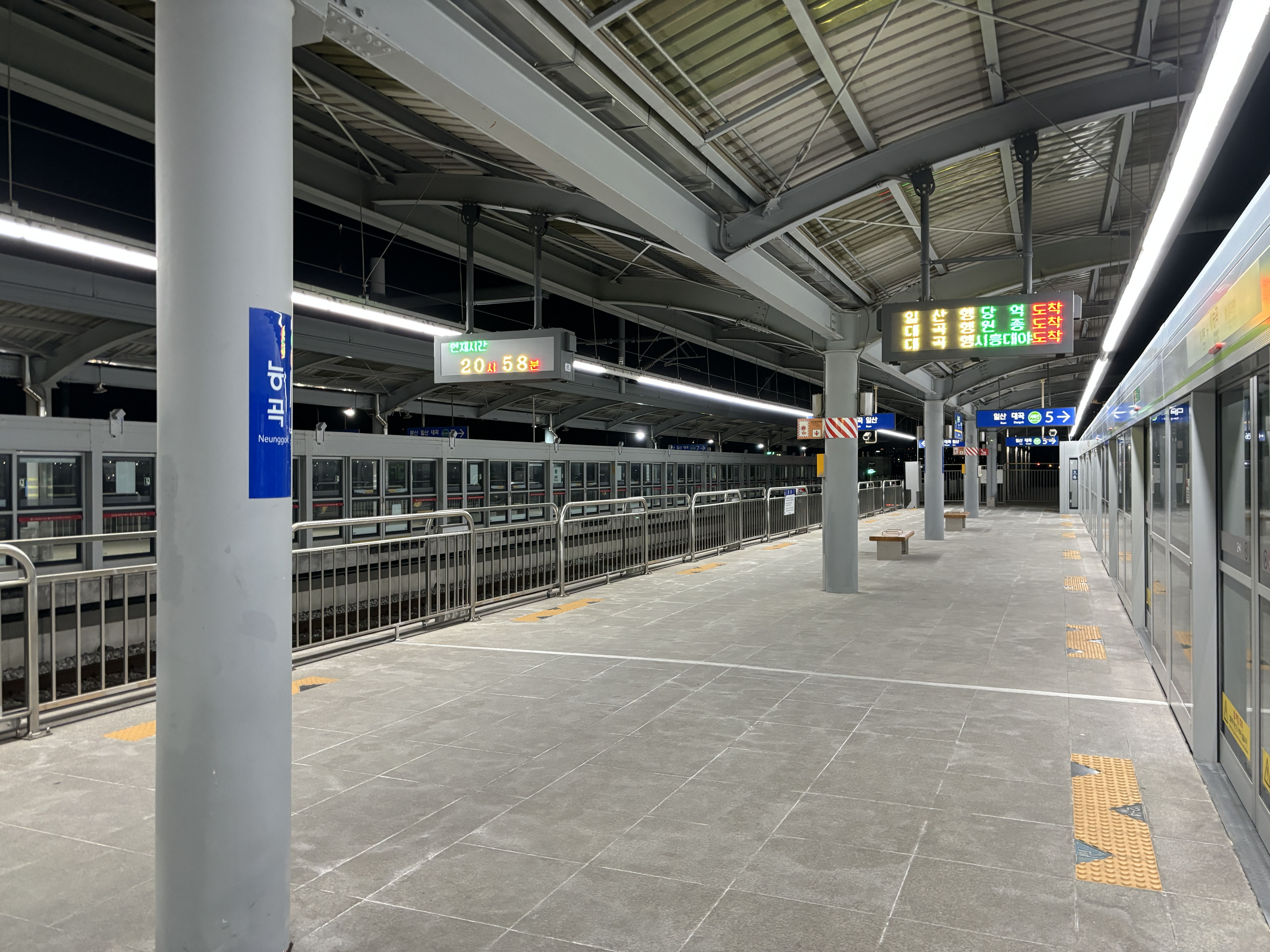
西海線ホーム
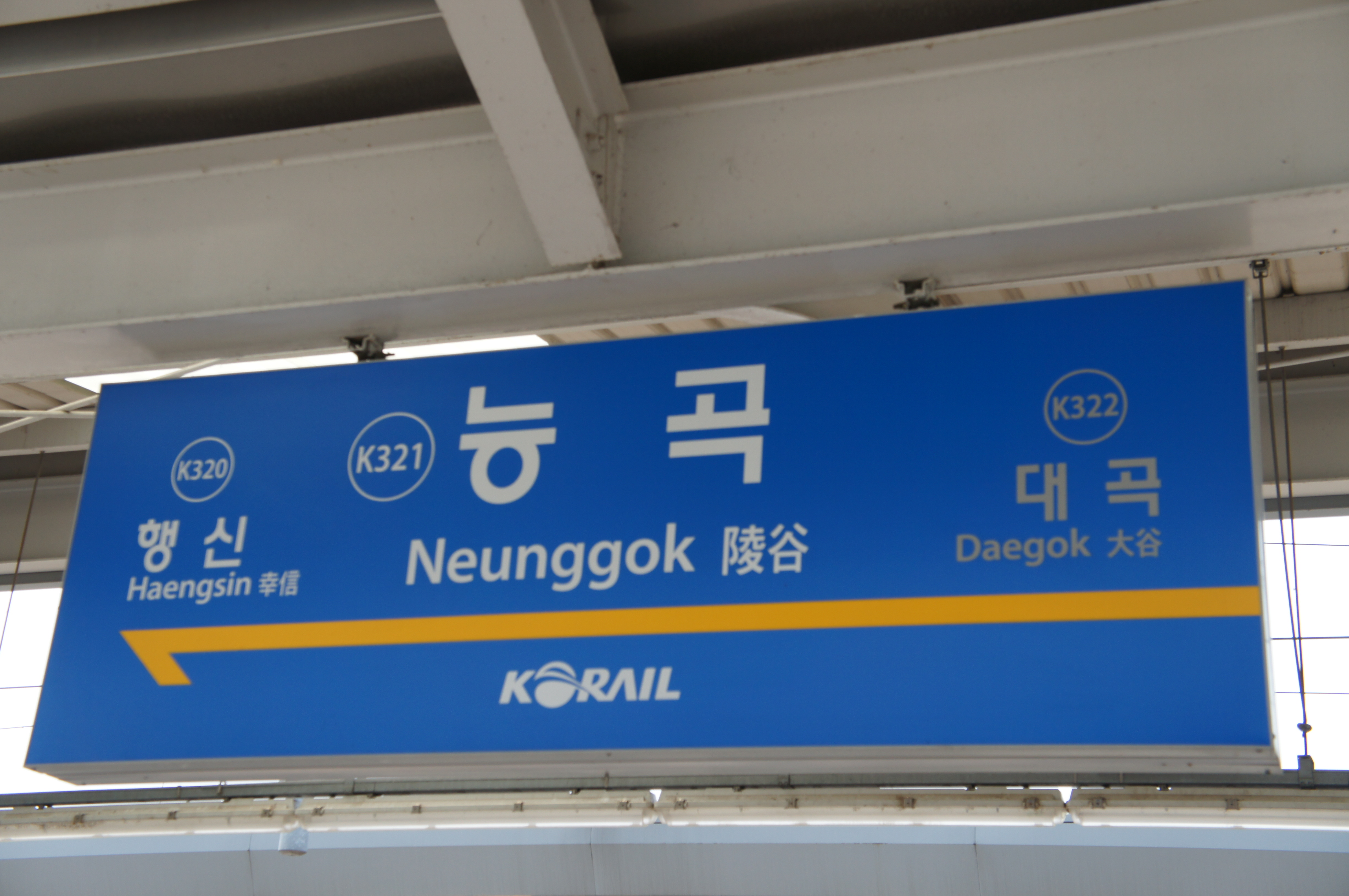
京義・中央線の駅名標
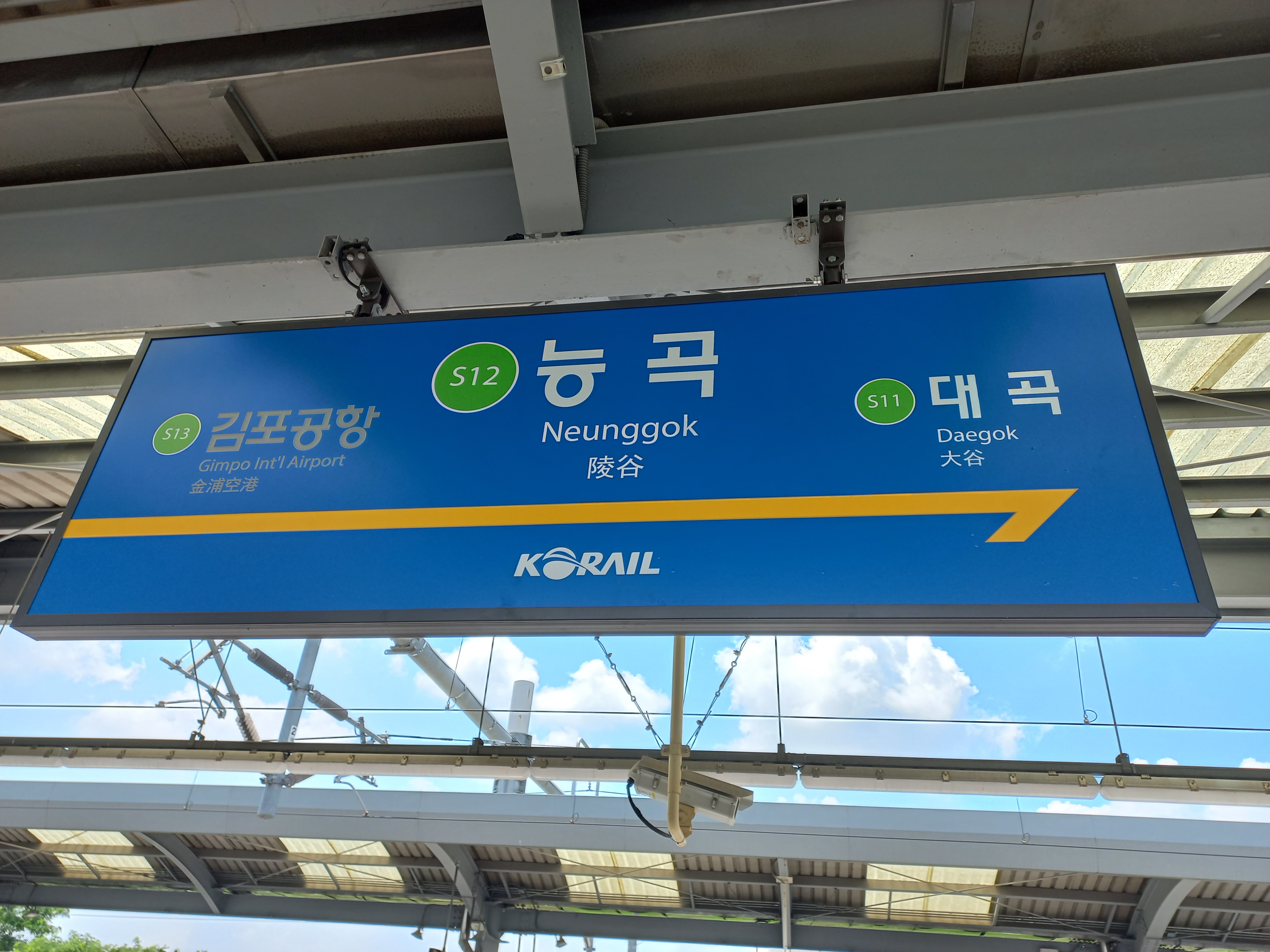
首都圏電鉄西海線の駅名標

### のりば
| 1・2 | ●京義・中央線 | 幸信・デジタルメディアシティ・ソウル・龍山・龍門方面 |
| 3・4 | ●西海線       | 素砂・始興市庁・草芝・元時方面                       |
| 5・6 | ●西海線       | 大谷・一山方面                                       |
| 7・8 | ●京義・中央線 | 大谷・一山・金村・文山方面                           |

## 利用状況
近年の一日平均利用人員推移は下記のとおり。なお、2009年は開業日の7月1日から12月31日までの184日間の平均である。
| 路線          | 路線     | 2009年 | 2010年 | 2011年 | 2012年 | 2013年 | 2014年 | 2015年 | 2016年 | 2017年 | 2018年 | 出典  |
| ------------- | -------- | ------ | ------ | ------ | ------ | ------ | ------ | ------ | ------ | ------ | ------ | ----- |
| ●京義・中央線 | 乗車人員 | 1,586  | 2,055  | 2,346  | 2,455  | 2,857  | 3,086  | 3,638  | 3,809  | 3,849  | 3,760  | [ 1 ] |
| ●京義・中央線 | 降車人員 | 1,504  | 1,929  | 2,197  | 2,328  | 2,623  | 2,802  | 3,375  | 3,528  | 3,539  | 3,467  | [ 1 ] |
| ●京義・中央線 | 乗降人員 | 3,090  | 3,984  | 4,543  | 4,783  | 5,480  | 5,888  | 7,013  | 7,337  | 7,388  | 7,227  | [ 1 ] |
| 路線          | 路線     | 2019年 | 出典   |        |        |        |        |        |        |        |        |       |
| ●京義・中央線 | 乗車人員 | 3,849  | [ 1 ]  |        |        |        |        |        |        |        |        |       |
| ●京義・中央線 | 降車人員 | 3,547  | [ 1 ]  |        |        |        |        |        |        |        |        |       |
| ●京義・中央線 | 乗降人員 | 7,396  | [ 1 ]  |        |        |        |        |        |        |        |        |       |

## 駅周辺
駅の東側は市街地化され、アパートも多数建設されている。西側は未開発地域。
- 農協ハナロマート 陵谷駅支店
- 陵谷高等学校（朝鮮語版）
- 陵谷中学校
- 土堂初等学校
- 陵谷総合商店街
- 陵谷伝統市場
- 陵谷洞住民センター
- KT 陵谷支社
- 国民銀行陵谷支店
- 幸州洞住民センター

## 歴史
- 1923年7月1日 - 開業[2]。

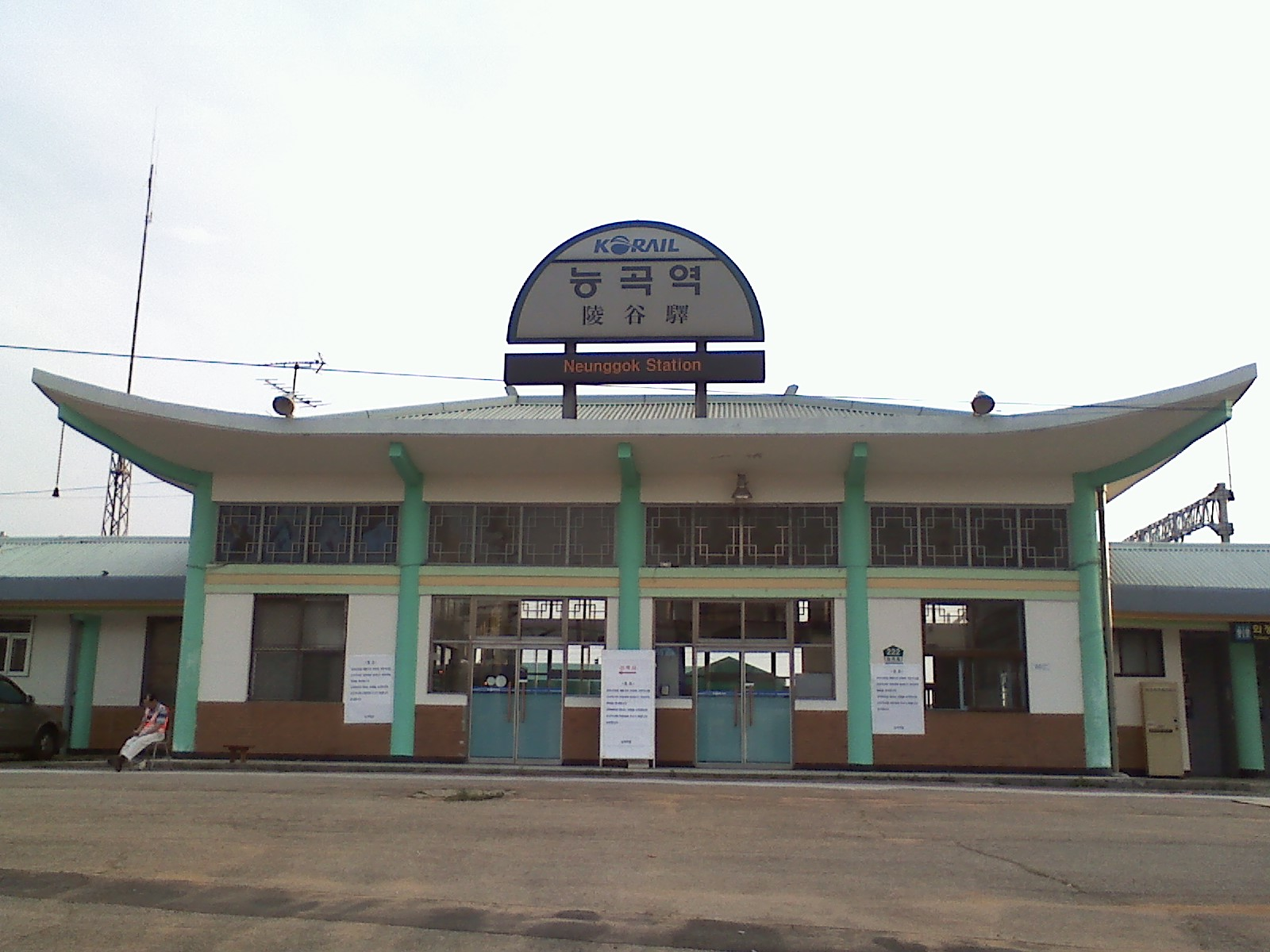
旧駅舎（2009年）

- 1961年7月10日 - ソウル郊外線開業。
- 1978年8月8日 - 旧駅舎竣工。
- 2004年4月1日 - ソウル郊外線の旅客取り扱い休止。
- 2006年5月1日 - 貨物取り扱い中止。
- 2009年
  - 6月27日 - 新駅舎に移動。
  - 7月1日 - 京義電鉄線開業。
- 2023年7月1日 - 西海線の大谷駅 - 素砂駅間延長開通、西海線の駅として発足[3]。

## 隣の駅

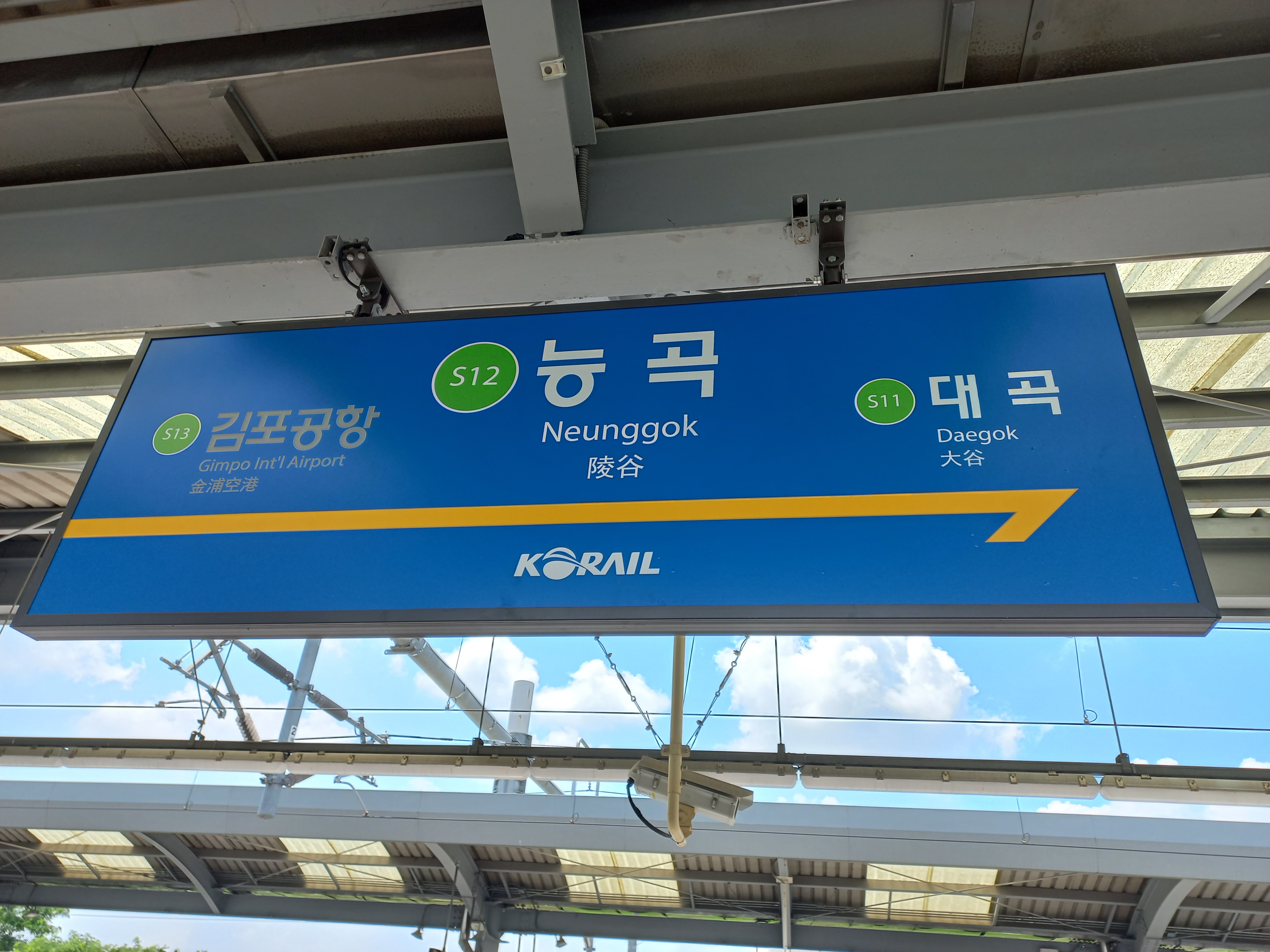
駅名標

韓国鉄道公社
京義線
●京義・中央線 
B急行・A急行・大谷急行
通過
緩行
幸信駅 (K320) - 陵谷駅 (K321) - 大谷駅 (K322)
●西海線
大谷駅 (S11) - 陵谷駅 (S12) - 金浦空港駅 (S13)
ソウル郊外線
通過